# Fissurella rosea
Fissurella rosea är en snäckart som först beskrevs av Gmelin 1791.  Fissurella rosea ingår i släktet Fissurella och familjen nyckelhålssnäckor. Inga underarter finns listade i Catalogue of Life.

## Bildgalleri

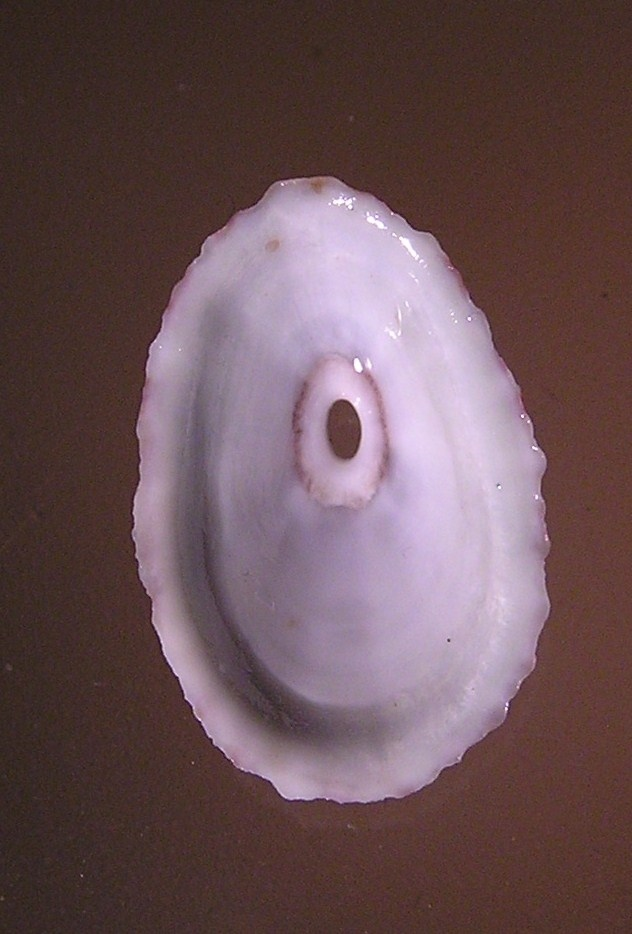